# Sandro Massimini
Sandro Massimini (Milano, 20 marzo 1942 – Milano, 9 giugno 1996) è stato un regista teatrale, attore, coreografo e cabarettista italiano.

## Biografia
Sandro Massimini inizia la carriera teatrale a diciassette anni, debuttando al fianco di Pupella Maggio. All'inizio della carriera si cimenta nel cabaret: è infatti uno degli animatori del Nebbia Club di Milano, dove interpreta copioni di Franco Nebbia e di Enrico Vaime, oltre a prendere parte a spettacoli redatti da Ennio Flaiano e Umberto Eco.
Ma il suo vero esordio avviene nella rivista Goliardica Impara l'arpa al Teatro Manzoni di Milano, avente come protagonisti Lucio Morelli e Gigi Carletti, allora allievi dell'Accademia de' Filodrammatici, e come autori Carlo Galante e Piero Gherardi. Nella rivista Massimini prende parte al coro assieme a Walter Valdi.
Attorno al 1965 la sua carriera subisce una svolta quando comincia a cimentarsi con l'organizzazione di sfilate mondane, divenendo coreografo. Resta nel mondo della moda per circa dieci anni.
Tornato al teatro, Massimini si avvicina all'operetta, adattandolo al tempo. Tale attività parte da Trieste, dove resta per quindici anni, non saltando un'edizione della manifestazione "Estate triestina". 
Massimini debutta nell'operetta nel 1970 al Teatro Verdi di Trieste, interpretando Sigismondo Cogoli ne Al cavallino bianco, assieme a Tony Renis e Aldo Fabrizi. Nel 1971 è al Teatro Stabile Politeama Rossetti, sempre a Trieste, nella parte di Jim Boy ne Il Fiore delle Hawaii di Paul Abraham, con Daniela Mazzucato e Gloria Paul. Nel 1972 interpreta Njegus ne La vedova allegra, con la regia e la coreografia di Gino Landi, ruolo che riprenderà, nello stesso anno, anche nella prima rappresentazione dell'operetta al PalaRuffini di Torino, diretta da Vito Molinari e interpretata da Eno Mucchiutti e Carlo Campanini. Sempre nel 1972 è Petit Gris in Cin Ci La, con Miranda Martino e Sergio Tedesco. 
Nel 1974 è il professor Galileo ne La donna perduta di Giuseppe Pietri, con Aurora Banfi e Ugo Benelli. Nel 1975 interpreta La Gaffe ne Il paese dei campanelli di Carlo Lombardo e Virgilio Ranzato e Herman in Rose-Marie di Rudolf Friml e Herbert Stothart. Nel 1978 è James Jacques Bondy ne La duchessa di Chicago al Teatro Lirico Giuseppe Verdi, assieme a Daniele Formica.
Nel 1980 è Don Mimì Parascandalo ne La Rosa di Stambul di Leo Fall e nel 1981 Stinchi ne L'acqua cheta, con Anna Campori e William Matteuzzi. Nel 1983 è Angelo Michele Bisson in Madama di Tebe di Carlo Lombardo, con Max Renè Cosotti. Nel 1984 impersona Janczi in Vittoria e il suo ussaro di Abraham, con Armando Ariostini e Vincenzo Manno, Infine, dal 1985 fino al 1986, interpreta Napoleone di Saint-Cloche ne La Bajadera di Emmerich Kálmán. Nel 1991 firma la riduzione e la regia de La vedova allegra per il Teatro Colosseo di Torino, ricoprendo anche la parte principale del conte Danilo Danilowitsch a fianco della soprano Sonia Dorigo che interpreta Hanna Glawari.
In televisione partecipa nel 1983 e nel 1984 alle due edizioni del varietà di Rai 2 Ci pensiamo lunedì; nella prima edizione con Adele Cossi, nella seconda edizione con Daniela Mazzucato.

### Morte
Massimini muore a 54 anni a causa di un cancro al pancreas il 9 giugno 1996.

## Opere letterarie
- Pino Nugnes e Sandro Massimini, Storia dell'operetta, Milano, Edizioni Ricordi, 1984.